# Fly with Me
«Fly with me» es el segundo sencillo de los Jonas Brothers de su cuarto álbum de estudio titulado Lines, Vines and Trying Times que salió a la venta a nivel mundial el 16 de junio del 2009.
La canción fue escrita por Nick Jonas y Greg Garbowsky. Esta canción fue interpretada durante los créditos de la película Noche en el museo 2, en la cual también interpretaron el sencillo de su anterior álbum A Little Bit Longer llamado «Lovebug».

## Vídeo musical
EL vídeo del sencillo fue mostrado por primera vez en Disney Channel el 7 de junio, al igual que en Youtube. En el vídeo, los hermanos se muestran interpretando esta canción en un backstage de su gira y se puede observar a Nick Jonas tocando el piano y jugando béisbol con sus hermanos. 
El vídeo musical ha sido visto +2 400 000 veces en su cuenta oficial del popular sitio web YouTube y esa cifra sigue en aumento.

## Posicionamiento
| Listas (2009)          | Posición |
| ---------------------- | -------- |
| Argentina Top 100      | 23       |
| Japan Singles Top 100  | 11       |
| U.S. Billboard Hot 100 | 83       |